# Unciaal 0103
Unciaal 0103 (Gregory-Aland), ε 43 (Soden) is een van de Bijbelse handschriften in de Griekse taal. Het dateert uit de 7e eeuw en is geschreven met uncialen op perkament.

## Beschrijving
Het bevat de tekst van het Evangelie volgens Marcus (13:34-14:25). De gehele codex bestaat uit twee bladen (22,5 × 16,5 cm) en werd geschreven in twee kolommen per pagina, 30 regels per pagina. Het is een palimpsest, de bovenste tekst is in het Hebreeuws.
De Codex is een representant van het Byzantijnse tekst-type, Kurt Aland plaatste de codex in Categorie V.

## Geschiedenis
Het handschrift bevindt zich in de Bibliothèque nationale de France (Suppl. Gr. 726, ff. 6-7), in Parijs.